# Aboën
Aboën ist eine französische Gemeinde mit 483 Einwohnern (Stand: 1. Januar 2022) im Département Loire in der Region Auvergne-Rhône-Alpes. Sie gehört zum Arrondissement Montbrison und zum Kanton Saint-Just-Saint-Rambert. Die Einwohner werden Abrienais genannt.

## Geografie
Die Gemeinde Aboën liegt etwa 22 Kilometer westlich von Saint-Étienne in der historischen Landschaft Forez im nordöstlichen Zentralmassiv. Der Fluss Bonson fließt von Südwesten nach Norden durch die Gemeinde. Nachbargemeinden von Aboën sind Périgneux im Norden, Saint-Maurice-en-Gourgois im Osten und Süden, Rozier-Côtes-d’Aurec im Süden sowie Saint-Nizier-de-Fornas im Westen.

## Bevölkerungsentwicklung
| Jahr                       | 1962 | 1968 | 1975 | 1982 | 1990 | 1999 | 2011 | 2022 |
| -------------------------- | ---- | ---- | ---- | ---- | ---- | ---- | ---- | ---- |
| Einwohner                  | 257  | 246  | 202  | 181  | 186  | 234  | 398  | 483  |
| Quellen: Cassini und INSEE |      |      |      |      |      |      |      |      |

## Sehenswürdigkeiten

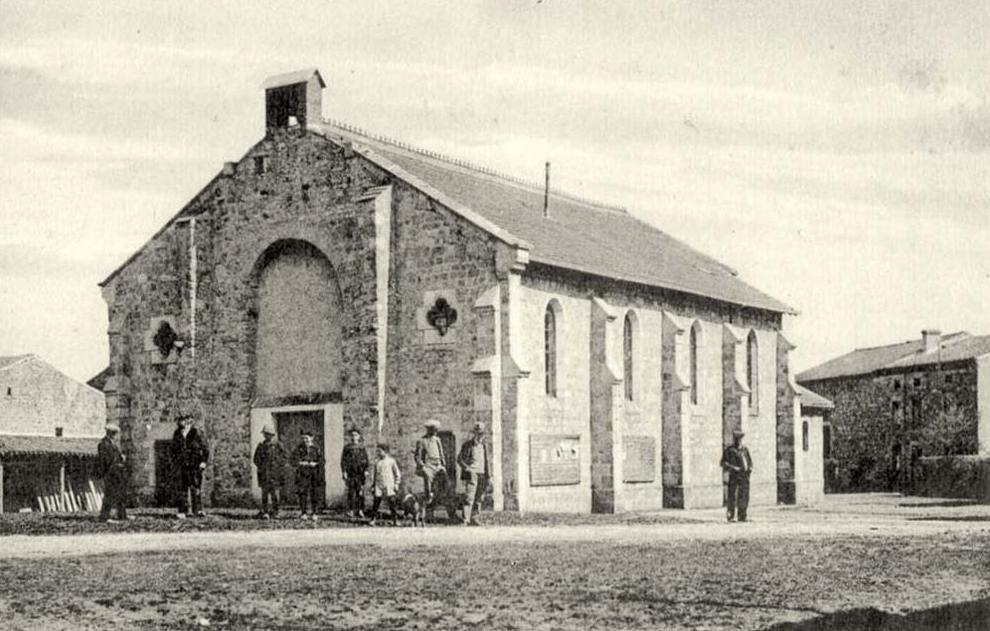
Kirche Saint-Étienne um 1910

- Kirche Saint-Étienne